# André Brodocz

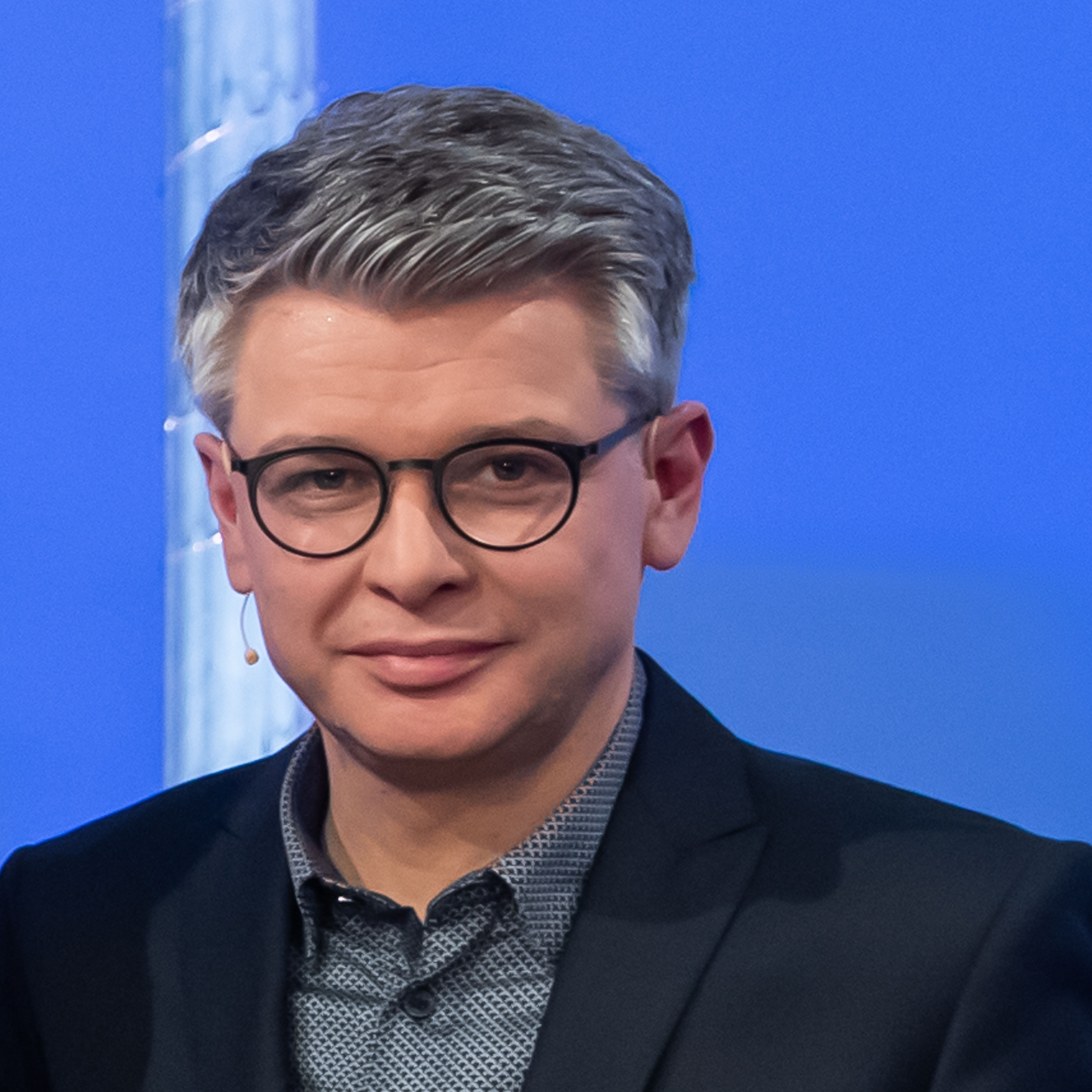
André Brodocz (2020)

André Brodocz (* 1969) ist ein deutscher Politikwissenschaftler und Hochschullehrer.

## Leben
Brodocz begann 1991 ein Studium der Politikwissenschaft, Soziologie und Neueren deutschen Literatur an der Philipps-Universität Marburg, das er 1996 als Diplom-Politologe abschloss. Zwischen 1997 und 2001 arbeitete er als wissenschaftlicher Mitarbeiter am Institut für Politikwissenschaft der Technischen Universität Dresden, wo er 2001 mit einer Arbeit über die symbolische Dimension der Verfassung, welche von Hans Vorländer betreut wurde, zum Dr. phil. promoviert wurde. Die folgenden sieben Jahre war Brodocz in gleicher Position am Sonderforschungsbereich 537 Institutionalität und Geschichtlichkeit an der TU Dresden tätig. Dort habilitierte er sich 2007 mit einer Schrift über die Macht der Judikative. 
Während der Wintersemester 2007/08 und 2008/09 übernahm Brodocz die Vertretung des Lehrstuhls für Politische Theorie und Ideengeschichte an der TU Dresden, bevor er im Frühjahr 2009 einen Ruf auf die Professur für Politische Theorie an der Universität Erfurt annahm. Von Juli 2011 bis Oktober 2015 sowie von 2018 bis Herbst 2021 war Brodocz Dekan der Staatswissenschaftlichen Fakultät der Universität Erfurt. Seit Februar 2024 ist er in Erfurt Vizepräsident für Forschung und akademische Karriere.

## Forschungstätigkeit
Die Forschungsschwerpunkte von André Brodocz liegen in der zeitgenössischen Politischen Theorie, der Verfassungstheorie sowie der Institutionenlehre.
Für sein Werk Die symbolische Dimension der Verfassung erhielt er 2001 den Absolventenpreis für die beste Dissertation von der Philosophischen Fakultät der TU Dresden verliehen. 
Brodocz war von 2003 bis 2011 Mitglied im Vorstand der Sektion Politische Theorien und Ideengeschichte in der Deutschen Vereinigung für Politische Wissenschaft und dabei von 2008 bis 2011 deren Sprecher. Zwischen 2003 und 2009 war Brodocz zusammen mit Marcus Llanque Gründungsvorstand der DVPW-Themengruppe-Gruppe Verfassung und Politik. Seit 2007 ist er Mitglied im von der Deutschen Forschungsgemeinschaft geförderten Netzwerk Konstruktivistische Konfliktforschung (NeKoKo). Zudem ist Brodocz Vertrauensdozent der Heinrich-Böll-Stiftung. 
Seit 2010 gibt André Brodocz zusammen mit Gary S. Schaal und Marcus Llanque die neugegründete Zeitschrift für Politische Theorie heraus sowie mit Gerhard Wegner und Guido Mehlkop die Reihe Wirtschaft und Politik  im Springer Verlag.

## Publikationen

### Monographien
- Die symbolische Dimension der Verfassung. Ein Beitrag zur Institutionentheorie,  Wiesbaden 2003, ISBN 3-531-13853-7.
- Die Macht der Judikative, Wiesbaden 2009, ISBN 3-531-16758-8.

### Herausgeberschaften
- zusammen mit Gary S. Schaal: Politische Theorien der Gegenwart. Eine Einführung, Opladen 1999, ISBN 3-810-02231-4.
- zusammen mit Gary S. Schaal: Politische Theorien der Gegenwart II, Opladen 2001 [3. Aufl. 2009], ISBN 3-825-22219-5.
- zusammen mit Gary S. Schaal: Politische Theorien der Gegenwart I, Opladen 2002 [4. Aufl. 2016], ISBN 3-825-22218-7.
- zusammen mit Thorsten Bonacker und Thomas Noetzel: Die Ironie der Politik. Über die Konstruktion politischer Wirklichkeiten, Frankfurt a. M./New York 2003, ISBN 3-593-37222-3.
- zusammen mit Christoph Mayer, Rene Pfeilschifter und Beatrix Weber: Institutionelle Macht. Genese – Verstetigung – Verlust, Köln/Weimar/Wien 2005, ISBN 3-412-17205-7.
- Erfahrung als Argument. Zur Renaissance eines ideengeschichtlichen Grundbegriffs, Baden-Baden 2007, ISBN 3-832-92256-3.
- zusammen mit Marcus Llanque und Gary S. Schaal: Bedrohungen der Demokratie, Wiesbaden 2008, ISBN 3-531-14409-X.
- zusammen mit Stefanie Hammer: Variationen der Macht, Baden-Baden 2013, ISBN 978-3-8329-7006-2.
- zusammen mit Gary S. Schaal: Politische Theorien der Gegenwart III, Verlag Barbara Budrich, Opladen 2016, ISBN 978-3-8252-3880-3.